# Liste der Auslandsvertretungen von Saint Kitts und Nevis

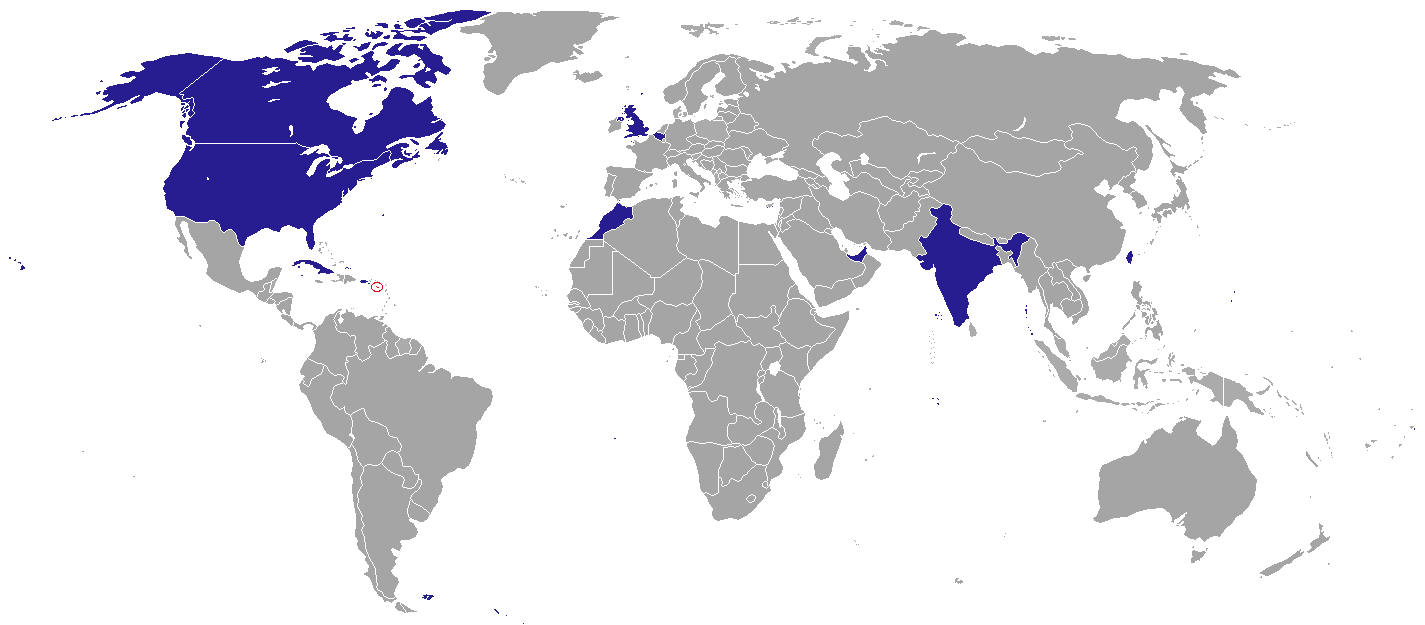
Standorte der diplomatischen Vertretungen von Saint Kitts und Nevis

Dies ist eine Liste der diplomatischen und konsularischen Vertretungen von Saint Kitts und Nevis.

## Diplomatische und konsularische Vertretungen

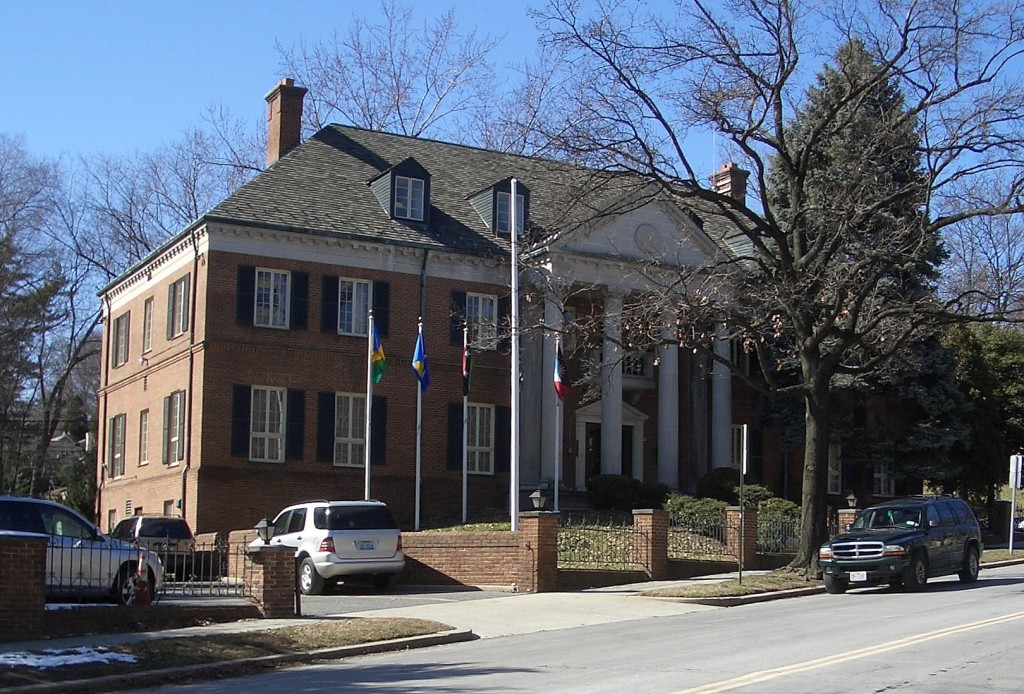
Botschaft von St. Kitts und Nevis in Washington, D.C.

### Amerika
- Jamaika: Kingston, Hohe Kommission
- Kanada: Ottawa, Hohe Kommission
- Kuba: Havanna, Botschaft
- Vereinigte Staaten: Washington, D.C., Botschaft
- Vereinigte Staaten: Los Angeles, Generalkonsulat
- Vereinigte Staaten: New York, Generalkonsulat

### Asien
- Taiwan: Taipeh, Botschaft
- Vereinigte Arabische Emirate: Dubai, Generalkonsulat

### Europa
- Belgien: Brüssel, Botschaft
- Vereinigtes Königreich: London, Hohe Kommission

## Vertretungen bei internationalen Organisationen
- Vereinte Nationen: New York, Ständige Mission
- Europäische Union: Brüssel, Mission